# Honoré Langlé

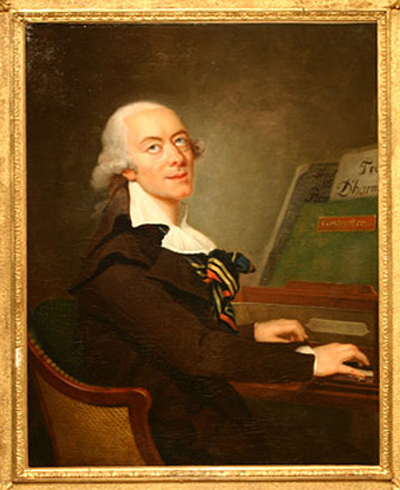
Honoré Langlé

Honoré François Marie Langlé (* 1741 in Monaco; † 20. September 1807 in Villiers-le-Bel, Département Val-d’Oise, Frankreich) war ein monegassischer Komponist und Professor.
Er studierte am Konservatorium in Neapel und erreichte mit seinen ersten Werken in Italien einen beachtlichen Erfolg. 1768 übersiedelte er nach Paris und wurde dort Professor für Harmonielehre am Konservatorium.
Als Komponist machte er sich neben seinen Erfolgen in Italien auch während der französischen Revolution einen Namen.

## Werke

### Werke für Blasorchester
- 1799–1800 Hymne pour la éternité

### Bühnenwerke
- 1783 Oreste et Tyndare
- 1786 Stratonice ou Les Sacrifices de l’amour ballet-héroïque 3 Akte
- 1791 Corisandre ou Les Fous par enchantement opéra-ballet 3 Akte – Libretto: Auguste-François Lebailly nach Voltaire, La pucelle d’Orléans
- 1792 Soliman et Fronime ou Mahomet II 3 Akte
- 1793 L’Auberge des volontaires
- 1794 La Mort de Lavoisier hiérodrame für Soli, Chor und Orchester – Libretto: Charles Desaubray
- 1801 Le Choix d’Alcide
- Médée
- Tancrède
- Les Vengeances opéra comique 1 Akt

### Pädagogische Werke
- 1795 Traité d’harmonie et de modulation
- 1801 Nouvelle méthode pour chiffrer les accords

| Personendaten    | Personendaten                                       |
| ---------------- | --------------------------------------------------- |
| NAME             | Langlé, Honoré                                      |
| ALTERNATIVNAMEN  | Langlé, Honoré François Marie (vollständiger Name)  |
| KURZBESCHREIBUNG | monegassischer Komponist und Professor              |
| GEBURTSDATUM     | 1741                                                |
| GEBURTSORT       | Monaco                                              |
| STERBEDATUM      | 20. September 1807                                  |
| STERBEORT        | Villiers-le-Bel, Département Val-d’Oise, Frankreich |